# Charles P. de Saint-Aignan
Charles P. de Saint-Aignan, född 16 februari 1977, är en amerikansk programmerare och astronom.
Minor Planet Center listar honom som C. P. de Saint-Aignan och som upptäckare av 12 asteroider.
Asteroiden 5995 Saint-Aignan är uppkallad efter honom.

## Asteroider upptäckta av Charles P. de Saint-Aignan
| 8371 Goven           | 2 oktober 1991 |
| 8710 Hawley          | 15 maj 1994    |
| 12306 Pebronstein    | 7 oktober 1991 |
| 12373 Lancearmstrong | 15 maj 1994    |
| 12374 Rakhat         | 15 maj 1994    |
| (16553) 1991 TL14    | 7 oktober 1991 |
| 20017 Alixcatherine  | 2 oktober 1991 |
| (21083) 1991 TH14    | 2 oktober 1991 |
| (39544) 1991 TN14    | 7 oktober 1991 |
| (42493) 1991 TG14    | 2 oktober 1991 |
| (58295) 1994 JJ9     | 15 maj 1994    |
| (100048) 1991 TE14   | 2 oktober 1991 |